# Kurt Klamroth (Jurist)
Gustav Ernst Kurt Klamroth (* 31. Januar 1904 in Halberstadt; † 19. Januar 1961 in Berlin) war ein deutscher Jurist.

## Leben
Kurt Klamroth entstammte einer alten Halberstädter Kaufmannsfamilie. Sein Vater war der Kommerzienrat Kurt Klamroth (1872–1947). Am Domgymnasium in Halberstadt erlangte er 1922 das Abitur. Nachdem er zunächst in Berlin bei Karl Klingler Musik studiert hatte, wechselte er noch 1922 zum Studium der Rechtswissenschaften an die Universität Freiburg im Breisgau. 1923 wurde er Mitglied des Corps Rhenania Freiburg. 1924 wechselte er an die Universität Göttingen. 1926 bestand er in Celle das Referendarexamen. Während des Referendariats, das er in Halberstadt und Naumburg absolvierte, wurde er 1928 an Universität Göttingen zum Dr. jur. promoviert. Das Assessorexamen bestand er 1931 in Berlin. Von 1931 bis 1932 war er als Konsistorialassessor beim evangelischen Konsistorium Koblenz tätig. 1932 ließ er sich in Halberstadt als Rechtsanwalt nieder. 1934 wechselte er in das Reichsministerium für Wissenschaft, Erziehung und Volksbildung in Berlin, wo er zuletzt als Oberregierungsrat tätig war. Nachdem sein Bruder Hans Georg Klamroth wegen Mitwisserschaft des Attentats vom 20. Juli 1944 hingerichtet worden war, wurde er seines Amtes enthoben und als Soldat im Strafbataillon Dirlewanger eingesetzt. Im Mai 1945 gelang ihm die Flucht aus der Kriegsgefangenschaft.
Nach dem Zweiten Weltkrieg leitete Klamroth zunächst von 1945 bis 1951 die väterliche Großhandelsfirma für Getreide und Düngemittel J.G. Klamroth in Halberstadt. Nachdem ein Weiterbetrieb unter den kommunistischen Machthabern nicht mehr möglich war, wurde er 1951 Konsistorialrat und später Oberkonsistorialrat in den Konsistorien Magdeburg und Berlin. 1953 wurde er Verwaltungsgerichtsrat in Berlin. 1954 wurde er Oberverwaltungsgerichtsrat und später in diesem Jahr Senatspräsident am Oberverwaltungsgericht Berlin. Von 1957 bis zu seinem Tod war er Richter am Bundesverwaltungsgericht in Berlin. Fritz Werner würdigte ihn für seine Verdienste um den Aufbau des Bundesverwaltungsgerichtes.

## Schriften
- Staat und Nation bei Paul de Lagarde: Ein Beitrag zur Geschichte der Politischen Ideenlehre im 19. Jahrhundert, zugleich eine Gedenkschrift zum 100. Geburtstage Lagardes am 2. November 1927, 1928
- Gemeinde-Volksschulverwaltung und Schulbeiräte: Das Gesetz vom 26. März 1935, 1935 (zusammen mit Helmut Bojunga)
- Das preußische Schulgeldgesetz (Gesetz über das Schulgeld an den öffentlichen höheren Schulen) vom 18. Juli 1930 in der Fassung der Änderungsgesetze vom 8. Februar 1938 und 24. Mai 1939, 1939 (zusammen mit Günther Friebe)
- Deutsche Schulverwaltung: Eine Einführung in ihre Organisation und Rechtsgrundlagen, 1944